# 喬·赫克
喬·赫克（Joseph John “Joe” Heck；1961年10月30日—）是美國的一位政治人物。

## 生平
赫克曾經在美國軍隊服役。自2011年開始，赫克出任內華達州第三選舉區選出的美國眾議院議員。他的黨籍是共和黨。2004年至2008年期間，他曾經擔任內華達州參議院議員。他將參加共和黨內2016年內華達州參議院議員初選。